# Pietro Lombari
Pietro Lombari (Marzano Appio, 4 agosto 1902 – 24 luglio 1970) è stato un politico italiano.

## Biografia
Laureato in Medicina. Esponente della Democrazia Cristiana, viene eletto alla Camera dei Deputati nella prima legislatura repubblicana, rimanendo a Montecitorio dal 1948 al 1958. A partire dalla terza legislatura passa al Senato della Repubblica, dove rimane fino alla morte, avvenuta il 24 luglio 1970, pochi giorni prima di compiere 68 anni: gli subentra a Palazzo Madama il collega Vincenzo Barra.